# Lessive (détergent)
Pour l’article homonyme, voir Lessive.

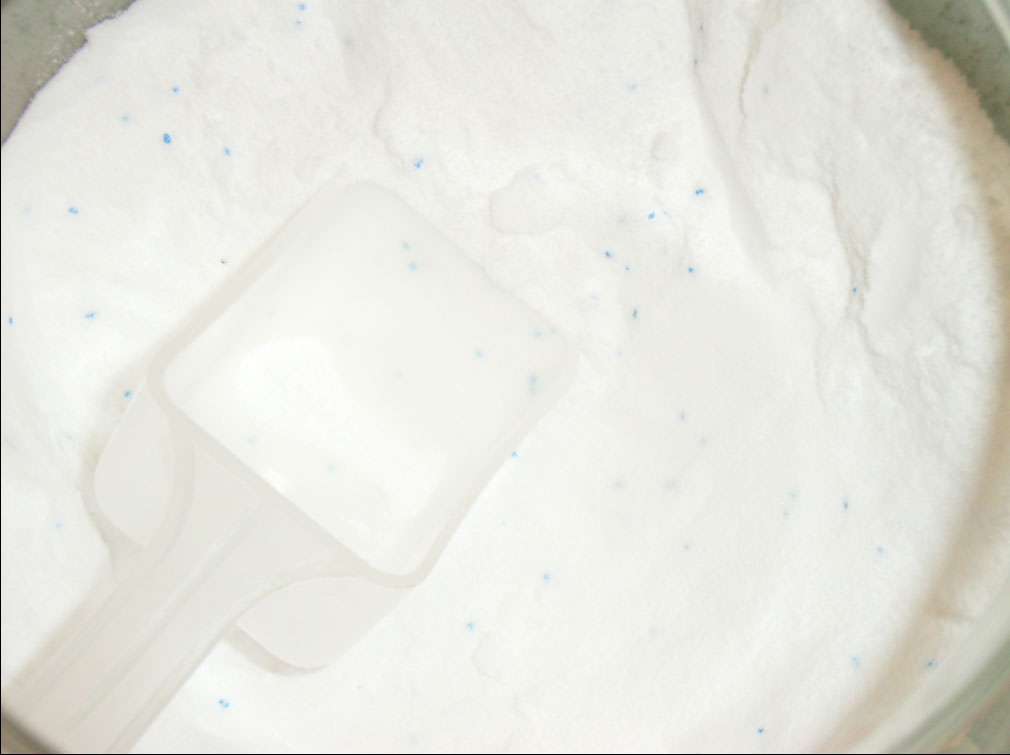
Lessive en poudre.

Originellement, la lessive (du latin lixiva : « eau pour la lessive ») désignait l'eau de lavage ou l'action de laver du linge, puis le linge lui-même : on fait la lessive dans une buanderie, une laverie, au lavoir, à la main, dans une lessiveuse ou dans une machine à laver, aussi appelée lave-linge.
La lessive désigne également le mélange liquide ou solide de produits chimiques utilisés pour le lavage domestique ou industriel. L'action nettoyante est notamment assurée par des produits détersifs comme le savon. On parle par exemple de « détergent pour lessive », ce qui signifie « lessive pour machine à laver ».

## Principe général d'action
Le principe général d'action des lessives repose sur l'utilisation de tensioactifs : capables de se lier à la fois aux graisses et à l'eau, grâce à la particularité d'être des molécules à la fois polaires et apolaires, elles permettent de séparer les saletés des vêtements et de les mélanger à l'eau, avant que celle-ci ne soit évacuée.

## Composition
Les lessives contiennent :
- des détergents (tensioactifs appelés aussi agents de surface) qui augmentent le mouillage des tissus, enrobent les salissures, les détachent du linge puis les maintiennent dispersées dans l'eau (alkylbenzènesulfonate, savon, laurylsulfate, dodécylbenzènesulfonate, etc.) ;
- des composés alcalins, qui augmentent l'efficacité des tensioactifs en agissant sur le pH de l'eau pour qu'il reste élevé (borates, carbonates) ;
- des agents complexants (chélatants), improprement appelés anti-calcaires, qui piègent le calcium, ce qui augmente l'efficacité des détergents (citrates, métaphosphates, polyphosphates, zéolithes, EDTA (acide éthylène diamine tétraacétique), NTA, phosphonates). S'il n'y a pas d'agents complexants dans une formule, il faut utiliser plus de tensioactifs ;
- des produits séquestrants, appelés aussi agents antiredéposition, qui empêchent les salissures piégées par les tensioactifs de se redéposer sur le linge (ex. : carboxyméthylcellulose, phosphonates) ;
- des enzymes, qui dégradent les molécules organiques en les fractionnant en plus petites particules. Les différentes enzymes agissent sur diverses taches : les lipases agissent sur les taches grasses (lipides), les protéases agissent sur les taches de protéines (sang, herbe, etc.). Les enzymes sont efficaces même en faible quantité et à basse température ;
- des agents de blanchiment, qui oxydent les molécules (perborates, percarbonates, peroxydes, tels que le perborate de sodium, le percarbonate de sodium, le peroxyde d'hydrogène) ;
- des azurants optiques, qui absorbent des rayons ultraviolets et réémettent de la lumière bleue, de sorte que le linge paraît plus lumineux et plus blanc ;
- des conservateurs ;
- du parfum ;
- souvent du colorant ;
- du ballast (pour les lessives en poudre) matériau granulaire de remplissage qui facilite la manipulation des poudres ;
- de l'eau (pour les lessives liquides) ainsi que des agents qui agissent sur l'aspect du produit (ex. : viscosant, opacifiant, antimousse).

Elles ne contiennent plus de phosphates, interdits en France (dans les lessives) depuis 2007.

## Typologie

### Lessives généralistes et lessives «couleurs»
Les lessives généralistes - liquides ou en poudre - sont utilisées pour le linge « de tous les jours » tandis que les lessives liquides « couleurs » respectent les couleurs des textiles (elles contiennent des agents azurants mais pas d'agents de blanchiment qui affadissent les couleurs, contrairement aux lessives en poudre qui peuvent contenir les deux types d'agents). Toutes ces lessives peuvent contenir comme produits auxiliaires des enzymes qui fragmentent les salissures organiques. Ces enzymes pouvant s'attaquer à la laine ou la soie, ont été formulées des lessives « linge délicat » dépourvues d’enzymes.

### Lessives naturelles
L'homme n'a pas attendu notre époque pour nettoyer et lessiver le linge. La cendre de bois brûlé (cf. par exemple, les bugadières) et divers autres matériaux de type savon ont depuis longtemps été affectés à cet usage.
Longtemps utilisée, la lessive à la cendre de bois refait son apparition dans de nombreux foyers. Ce produit a l'avantage d'être gratuit, très simple à fabriquer, durable et tout aussi efficace qu'une lessive standard.[réf. nécessaire]
Les feuilles de lierre grimpant contiennent naturellement des saponosides ; bouilli avec de l'eau, c'est une lessive efficace.

## Impact sur l'environnement
Les lessives se retrouvent dans les eaux usées. Après un traitement en station d'épuration, les eaux usées sont libérées dans la nature.
Les lessives génèrent une importante pollution, de par la présence de molécules plus ou moins labiles (instables ou mobiles), toxiques et rémanentes :
- les détergents, en formant des mousses, diminuent l'oxygénation de l'eau. Leurs propriétés tensioactives leur permettent de solubiliser des molécules toxiques et, ainsi, d'assurer leur diffusion dans les milieux aquatiques. À l'instar des pesticides dits « hormono-mimétiques » (modulateurs endocriniens), certains détergents sont fortement suspectés d'interférer avec le métabolisme des animaux, en particulier des amphibiens (Anoures, Urodèles), des poissons et de l'homme. Ils pourraient être à l'origine des changements de sexe des mollusques et des poissons, du déclin drastique des populations de grenouilles et de la diminution de la spermatogenèse humaine. Les tensioactifs déversés dans l'eau réagissent au contact du sel et reviennent par voie aérienne détruisant les pins du littoral méditerranéen ;
- en accroissant le pH de l'eau, les alcalins peuvent perturber l'équilibre des écosystèmes aquatiques, engendrant des modifications chorologiques ;
- les phosphates ne sont pas toxiques par eux-mêmes — le phosphore est un élément majeur pour les organismes vivants — mais sont souvent à l'origine du phénomène d'eutrophisation (les marées vertes) et sont donc désormais souvent remplacés par les zéolithes ;
- les chélatants sont parfois très toxiques : l'EDTA forme des complexes extrêmement stables avec les métaux, tels le fer de l'hémoglobine, ce qui en fait un poison ;
- les agents de blanchiment, l'eau de Javel et les peroxydes, sont des oxydants puissants et peuvent donc détruire la matière organique, de plus ils génèrent des radicaux, extrêmement toxiques ;
- les lessives contiennent des produits dérivés du pétrole, ou à base d'huile de palme, qui sont des industries très polluantes. Les additifs annexes (colorants, conservateurs, etc.) peuvent aussi agir sur l'environnement.

Le règlement REACH (Enregistrement Évaluation Autorisation des substances chimiques) est entrée en vigueur le 1er juin 2007 par l'Union Européenne et a été réformé en 2018. C'est un règlement contre les risques de substances chimiques. En effet, REACH à plusieurs objectifs, d’un point de vue économique il permet de renforcer la compétitivité de l’industrie notamment l’industrie chimique. De plus, il a pour objectif de protéger les salariés amenés à manipuler des substances chimiques. Puis d’un point de vue environnemental, il a pour but de protéger la santé général et l’environnement face aux risques des produits chimiques. Pour respecter le règlement REACH, il faut suivre un processus qui a été élaboré pour répondre aux menaces sanitaires que peuvent représenter les produits dangereux.

## Origines
Les premières lessives à base de savon datent de la fin du XIXe siècle. Cependant, ce n'est qu'à partir de 1930 que la lessive « moderne » fait son apparition. Le savon est alors remplacé par des tensioactifs de synthèse. Avant cela, on utilisait aussi des lessives 100 % naturelles à base de cendre de bois pour venir à bout des taches rebelles. La cendre contient de la potasse — composé chimique dérivé du potassium — et du carbonate de sodium qui dissolvent les graisses. On utilisait aussi la saponaire, une plante aux effets identiques. Mais pour débarrasser le linge de ces substances, il fallait alors le battre interminablement.

## Consommation
Afin de se mettre en conformité avec le règlement européen (CE 648/2004) applicable depuis mars 2005, les fabricants sont tenus de mentionner la présence de tout conservateur ainsi que celle de vingt-six substances allergisantes lorsque leur proportion pondérale dépassera 0,01 %. En outre, les industriels négocient avec le gouvernement français un engagement de réduction des quantités de lessive par dose : la dose de poudre est passée de 150 g en 1998 à 100 g en 2005, et ne devrait être plus que de 60 à 70 g en 2010. Compte tenu du nombre de lavages – environ cinq milliards par an[réf. nécessaire] –, cela représente 500 000 tonnes de produit.

## Conseils d'utilisation

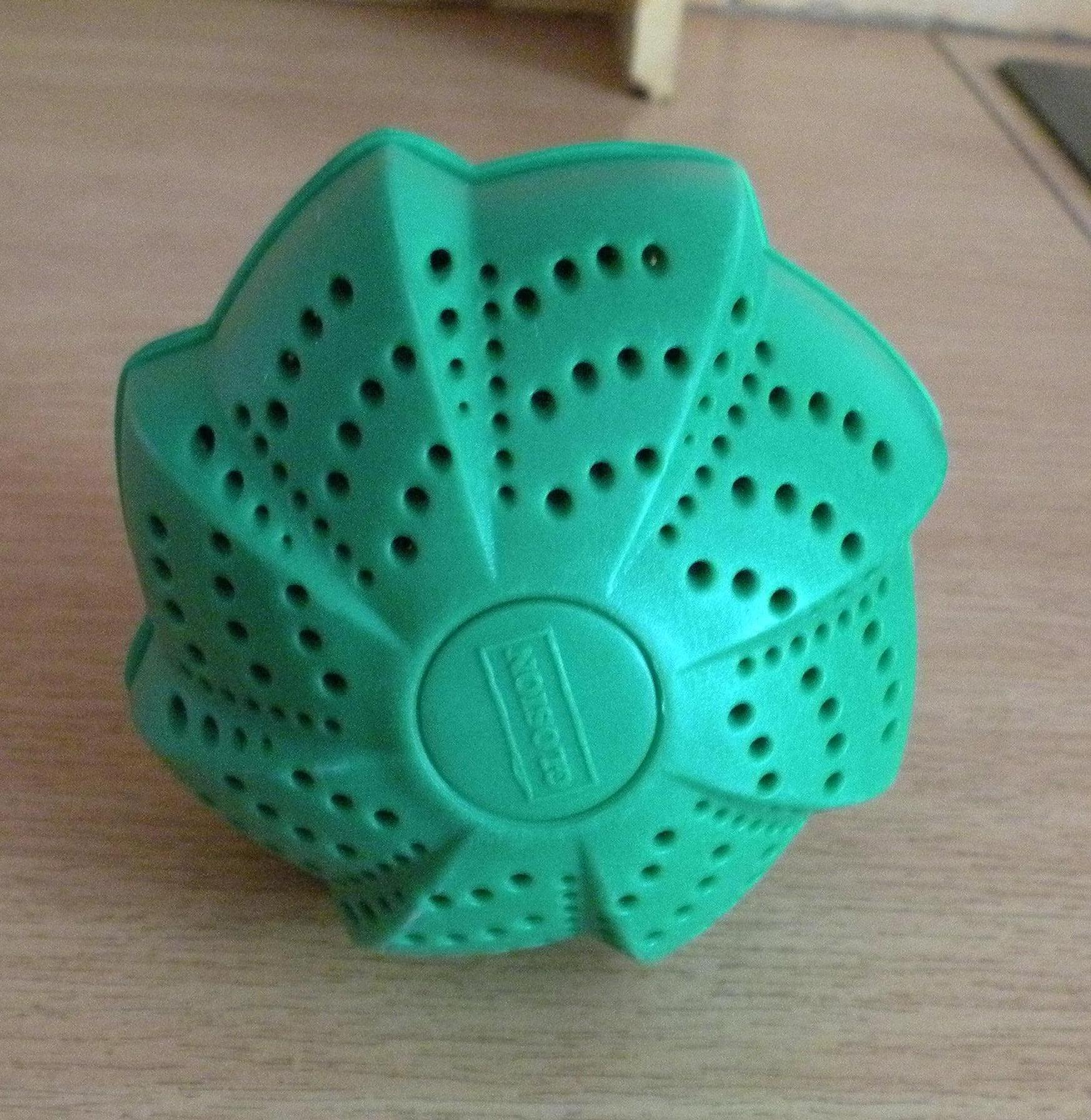
Une boule de lavage.

Une attitude écologiquement responsable consiste à :
- réfléchir sur le besoin de laver autant : un vêtement est-il réellement sale après avoir été porté une fois ? Ne suffit-il pas de l'aérer ? Une nuit accroché à un cintre sur le balcon permet d'enlever la plupart des mauvaises odeurs ;
- privilégier les lessives moins polluantes :
  - préférer les poudres aux liquides, plus riches en tensioactifs,
  - choisir les lessives contenant des zéolithes au lieu de phosphates,
  - éviter les adoucissants, parfums, colorants et autres composés de synthèse ;
- utiliser rationnellement les lessives :
  - essangeage : un simple trempage préalable du linge permet de mouiller les fibres et d'ôter la crasse,
  - ne pas surdoser la lessive et utiliser moins de produit lorsqu'il y a peu de linge ou lorsqu'il est peu sale,
  - utiliser moins de produit si l'eau utilisée est douce (c.-à-d. sa dureté totale est inférieure à 15 °f),
  - l'activité enzymatique étant maximale vers une température de 40 °C, les lessives aux enzymes enlèveront mieux les taches organiques à basse température,
  - les balles de lavage sont des balles qui battent le linge dans la machine à laver le linge et permettent d'utiliser moins ou pas de lessives.

On trouve dans le commerce des boules de lavage contenant des billes en céramique, censées augmenter le pouvoir lavant de l'eau. Aucune étude n'a prouvé l'efficacité de ces dispositifs et les tests effectuées donnent des résultats à peine meilleur qu'un lavage à l'eau.

## Aspects culturels et sociaux
La lessive n'est pas qu'un acte technique individuel. Elle fut longtemps un effort collectif ritualisé, essentiellement féminin. L'histoire des lavoirs et des lavandières témoigne de cette époque aujourd'hui révolue en Occident.

## Un marché concurrentiel
Le marché des lessives est concurrentiel. Cela a été calculé grâce à l'IHH (Indice de Herfindahl-Hirschman), qui permet de calculer le degré de concurrence d'un marché. En effet, l'indice de ce marché est de 1 363,3 ce qui signifie que c’est un marché sur lequel aucun acheteur ni vendeur n'est en mesure d’influencer le prix. De plus, il y a un vaste choix d'entreprises qui enrichissent ce marché.

## Critères de décision des acheteurs
Les critères de décision des acheteurs sont variables et nombreux. Ils se composent du/de :
- le prix ;
- la fiabilité ;
- l'efficacité ;
- la qualité ;
- l'impact sur l'environnement (écologique, hygiène).